# Société mathématique suédoise
Pour les articles homonymes, voir SMS.
La Société mathématique suédoise (Svenska Matematikersamfundet, SMS) est une association de praticiens et d'amis des mathématiques en Suède. C'est une association à but non lucratif qui a été créée en 1950 et compte aujourd'hui environ 500 membres. Le but de l'organisation est de « favoriser le développement dans les différents domaines d'activité des mathématiques et de promouvoir la coopération entre les mathématiciens et les représentants des domaines d'application du sujet ». La Société mathématique suédoise travaille à la fois au niveau national et international et est une société membre de la Société mathématique européenne.

## Activités
La majorité des mathématiciens qui travaillent dans les collèges et universités suédois sont membres de la communauté, mais il y a aussi des enseignants du secondaire parmi les membres. La Société mathématique suédoise a également des représentants locaux dans de nombreux établissements d'enseignement supérieur suédois, qui entretiennent des contacts avec des mathématiciens actifs dans la région. L'association édite un mailing d'adhésion, depuis 2011 appelé le Bulletin, qui est publié trois fois par an. En plus des articles historiques sur les mathématiciens suédois, il y a aussi un débat sur les mathématiques et la pédagogie des mathématiques. L'envoi est également disponible gratuitement sur leur site Web.
La Société mathématique suédoise organise le Concours de mathématiques scolaires, qui est un concours de résolution de problèmes mathématiques ouvert à tous ceux qui fréquentent l'école secondaire supérieure en Suède. Le concours est organisé chaque année depuis 1961. L'association décerne également depuis 1983 le prix Wallenberg, grâce aux fonds de la Fondation Marianne-et-Marcus-Wallenberg (sv). Le prix est décerné à des mathématiciens suédois prometteurs qui ont soutenu leur thèse mais qui n'ont pas encore obtenu de poste de chercheur permanent. L'objectif de ce prix est de promouvoir la recherche suédoise en mathématiques.
Le logo de la société consiste en la troisième itération du flocon de neige de von Koch, un cas particulier de la courbe de von Koch.